# Камские Поляны
Ка́мские Поля́ны (тат. Кама Аланы) — посёлок городского типа в Нижнекамском районе Республики Татарстан в России.
Образует городское поселение посёлок городского типа Камские Поляны.
Население — 13 910 чел. (2021).
Распоряжением Правительства РФ от 29 июля 2014 года № 1398-р «Об утверждении перечня моногородов» посёлок включён в категорию «Монопрофильные муниципальные образования Российской Федерации (моногорода), в которых имеются риски ухудшения социально-экономического положения».

## Общие сведения
Расположен в левобережье Камы (Камский залив Куйбышевского водохранилища), в 35 км к юго-западу от Нижнекамска и в 49 км к востоку от Чистополя. Жилые массивы находятся в 2,5 км от берега водохранилища. Вдоль восточной окраины посёлка протекает река Вязовка.
В 8 км к западу от жилых массивов находится площадка недостроенной Татарской АЭС.
Имеется пристань на Каме. Автодороги Чистополь — Нижнекамск, Кам. Поляны — Шереметьевка — Заинск.
Планируется проведение референдума о вопросу присвоения Камским Полянам статуса города.

## История
По некоторым данным, поселение здесь основали беглые крестьяне ещё при Иване Грозном. Официально признано селом с XVIII века. Посёлок на месте села был построен в 1981 году в связи со строительством АЭС. Строительство АЭС прекращено в апреле 1990 года по решению Верховного Совета Татарской АССР.

## Население
| 1989    | 2002    | 2005    | 2006    | 2007    | 2009    | 2010    |
| ------- | ------- | ------- | ------- | ------- | ------- | ------- |
| 12 167  | ↗15 049 | ↘14 863 | ↗14 868 | ↗14 869 | ↘14 825 | ↗15 795 |
| 2011    | 2012    | 2013    | 2014    | 2015    | 2016    | 2017    |
| ↘15 780 | ↘15 685 | ↗15 979 | ↘15 774 | ↘15 645 | ↘15 624 | ↘15 399 |
| 2018    | 2019    | 2020    | 2021    |         |         |         |
| ↘15 239 | ↘15 002 | ↘14 832 | ↘13 910 |         |         |         |

## Экономика
В посёлке возведены объекты по переработке полимеров в рамках создания индустриального парка площадью 15 га. ООО «Управляющая компания „Индустриальный парк Камские Поляны“» — градообразующее предприятие, на котором будет работать более четверти трудоспособного населения города (на данный момент работает около 300 человек). Основная часть населения работает в Нижнекамске вахтовым методом.

## Культура, образование, медицина
В Камских Полянах действуют: городская больница; реабилитационный центр; участковый ветеринарный пункт; МФЦ; спорткомплекс Батыр.
Имеется современный кинотеатр на 165 мест, на базе которого открыт культурный центр «Чулман-Су». В 2020 году к/ц «Чулман-Су» был капитально отремонтирован. В 2008 году открыт Ледовый дворец «Олимпия». В 2015 году в рамках года Парков и скверов Республики Татарстан в Камских Полянах появились два общественных пространства- Парк Победы и Сквер Молодёжный. В 2017 году были продолжены работы по расширению территории Сквера «Молодежный». В этом же году была создана территория набережной-пляжа «Мандарин». В 2018 году построен бассейн «Аквамарин». В 2020 году рядом с бассейном «Аквамарин» построен современный ЭКО-Парк «Оазис». В 2022 году на территории Камских Полян появится ещё одно общественное пространство под названием «Школьный бульвар».
В посёлке действуют две общеобразовательные школы, детская музыкальная школа, детско-юношеская спортивная школа, художественная школа, православная воскресная школа при Храме святых бессребреников и чудотворцев Косьмы и Дамиана, татарская воскресная школа, Камско-Полянский филиал Нижнекамского многопрофильного колледжа, четыре дошкольных образовательных учреждения, ЦДТ «Радуга», М/Ц «Алан».